# Wormerveer
Wormerveer ist ein Dorf, das bis zum Jahr 1974 eine selbständige Gemeinde in der Provinz Nordholland war.
Jetzt ist es ein Ortsteil der Gemeinde Zaanstad mit 12.870 Einwohnern  (Stand: 1. Januar 2024).
Der Ortsname deutet auf eine Fährverbindung über die Zaan nach Wormer hin.
Wormerveer ist vor allem bekannt für Windmühlen, mit denen Öl gepresst wurde. Bis heute gibt es in Wormerveer eine Ölindustrie, die den Einwohnern des Orts auch den Spottnamen Glattohren vergab.
Früher standen in Wormerveer auch ein Göpel und eine Grützerei, diese wurden aber in den Jahren 1926/1927 zum Museumsdorf in Arnhem gebracht.

## Sport
In Wormerveer gibt es folgende Fußballvereine:
- Blauw Wit Wormerveer
- Rkvv Saenden
- S.V. Fortuna Wormerveer (ehemals Q.S.C. und W.F.C.)

Weitere Sportangebote sind:
- Schwimmverein De Ham
- Billardverein WBV
- Basketballverein Kievieten (fusioniert met HogerOp aus Krommenie)
- Gymnastikverein Wormerveer2000
- Tanzschule Tendenza
- Sportschule Warners-Physica

## Bahnverbindungen
Am 1. November 1869 wurde Wormerveer an das niederländische Eisenbahnnetz angeschlossen. Der Bahnhof liegt auf der Bahnstrecke zwischen Uitgeest und Amsterdam.
Stündlich fahren vier Züge je Richtung, zur Schwachverkehrszeit am späten Abend sowie teilweise am Wochenende nur zwei.

## Persönlichkeiten
- Marit van Bohemen (* 16. September 1971), Schauspielerin und Moderatorin
- Julius Herman Boeke (* 15. November 1884; † 9. Januar 1956), Ökonom
- Gerrit Jacob Boekenoogen (* 18. April 1868; † 26. August 1930), Sprachwissenschaftler
- Jaap Boot (* 1. März 1903; † 14. Juni 1986), Athlet
- Cor Bruijn (* 17. Mai 1883; † 6. November 1978), Schriftsteller
- Catharina Cool (* 19. August 1874; † 20. Juni 1928), Mykologin
- Willem Frederik Donath (* 25. Juni 1889; † 1957), Physiologe und Hygieniker
- Herman Gorter (* 26. November 1864; † 15. September 1927), Dichter
- Mieke Jaapies (* 7. August 1943), Kanutin
- Machiel Kiel (* 28. Februar 1938; † 29. Juli 2025), Osmanist
- Lize Kop (* 17. März 1998), Fußball-Nationalspielerin
- Wolter Kroes (* 24. Dezember 1968), Musiker
- Benjamin Jan Kouwer (* 31. August 1861; † 8. Januar 1933), Gynäkologe
- Dick Laan (* 18. Dezember 1894; † 6. Oktober 1973), Kinderbuchautor
- Loekie van Maaren-van Balen (* 9. März 1946), Politikerin
- Gerrit Mannoury (* 17. Mai 1867; † 30. Januar 1956) Mathematiker und Philosoph
- Tineke Netelenbos (* 15. Februar 1944), Politikerin
- Jan van Ossenbruggen (* 5. Oktober 1939), Dirigent
- Michiel Teeling (* 11. Februar 1980), Fußballkommentator
- Willem van Tijen (* 1. Februar 1894; † 28. Mai 1974), Architekt
- Jan Vis (* 30. Oktober 1933), Journalist und Politiker